# Homenajes a Charles Darwin

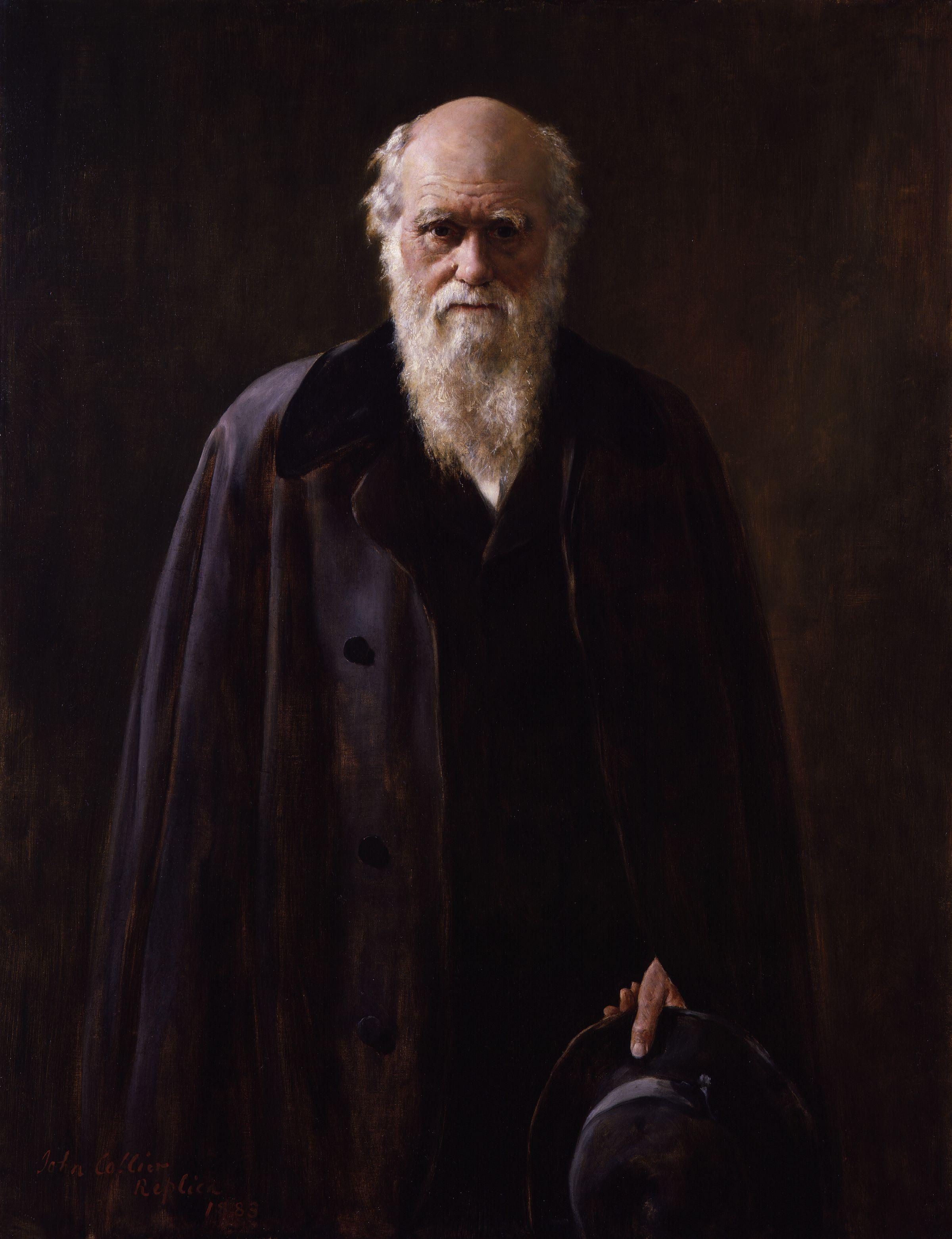
En 1881, Darwin era una figura eminente, que todavía trabajaba en sus contribuciones al pensamiento evolutivo que había tenido un efecto enorme en muchos campos de la ciencia

Los homenajes a Charles Darwin ya se dieron mientras el propio Darwin aún estaba realizando el viaje de reconocimiento del Beagle, y continuó después de su regreso, con el nombramiento de las especies que había recolectado y con los sitios y accidentes geográficos que llevan su nombre.[cita requerida] Muchos sitios geográficos, especies e instituciones llevan su nombre. El interés en su trabajo ha llevado a estudios y publicaciones, apodados la Darwin Industry, y su vida es recordada en producciones de ficción, cine y televisión, así como en numerosas biografías. El Día de Darwin se ha convertido en un evento anual, y en 2009 hubo celebraciones mundiales para conmemorar el bicentenario del nacimiento de Darwin, y el 150 aniversario de la publicación de El origen de las especies.

## Hitos geográficos
Durante la vida de Darwin, muchos sitios geográficos recibieron su nombre. Una extensión de agua contigua al canal Beagle fue nombrada seno Darwin por el capitán del HMS Beagle Robert FitzRoy después de que Darwin, junto con dos o tres de los hombres, salvaran el buque al evitar que una ola causada por el colapso de un glaciar los arrastra contra la costa. El monte Darwin en los Andes fue nombrado en celebración del 25 cumpleaños de Darwin. Otro seno Darwin en las islas Queen Charlotte de Columbia Británica, entre la isla Moresby y la isla Lyell, fue nombrado en 1878 por el entonces geógrafo canadiense George M. Dawson. Cuando el Beagle inspeccionaba Australia en 1839 John Lort Stokes, amigo de Darwin, vio un puerto natural que el capitán John Clements Wickham llamó puerto Darwin. El asentamiento de Palmerston fundado allí en 1869 pasó a llamarse oficialmente Darwin en 1911. Se convirtió en la capital del Territorio del Norte en Australia.
- Parque nacional Charles Darwin
- Fundación Charles Darwin
- Estación Científica Charles Darwin
- Universidad Charles Darwin
- Darwin College, cambridge
- Puerto Darwin, Islas Malvinas
- Darwin (Australia)
- Glaciar Darwin (California)
- Darwin Guyot, un monte submarino en el Océano Pacífico
- Isla Darwin (Galápagos)
- Isla Darwin (Antártida)
- Darwin Sound (Canadá)
- Arco de Darwin
- Monte Darwin (Antártida)
- Monte Darwin (California)
- Monte Darwin (Tasmania)

## Cosas que llevan el nombre de Darwin en relación con su viajeBeagle
- Cordillera Darwin
- pinzón de Darwin
- la rana de darwin
- Sonido de Darwin
- Monte Darwin (Andes)

## Nombres científicos

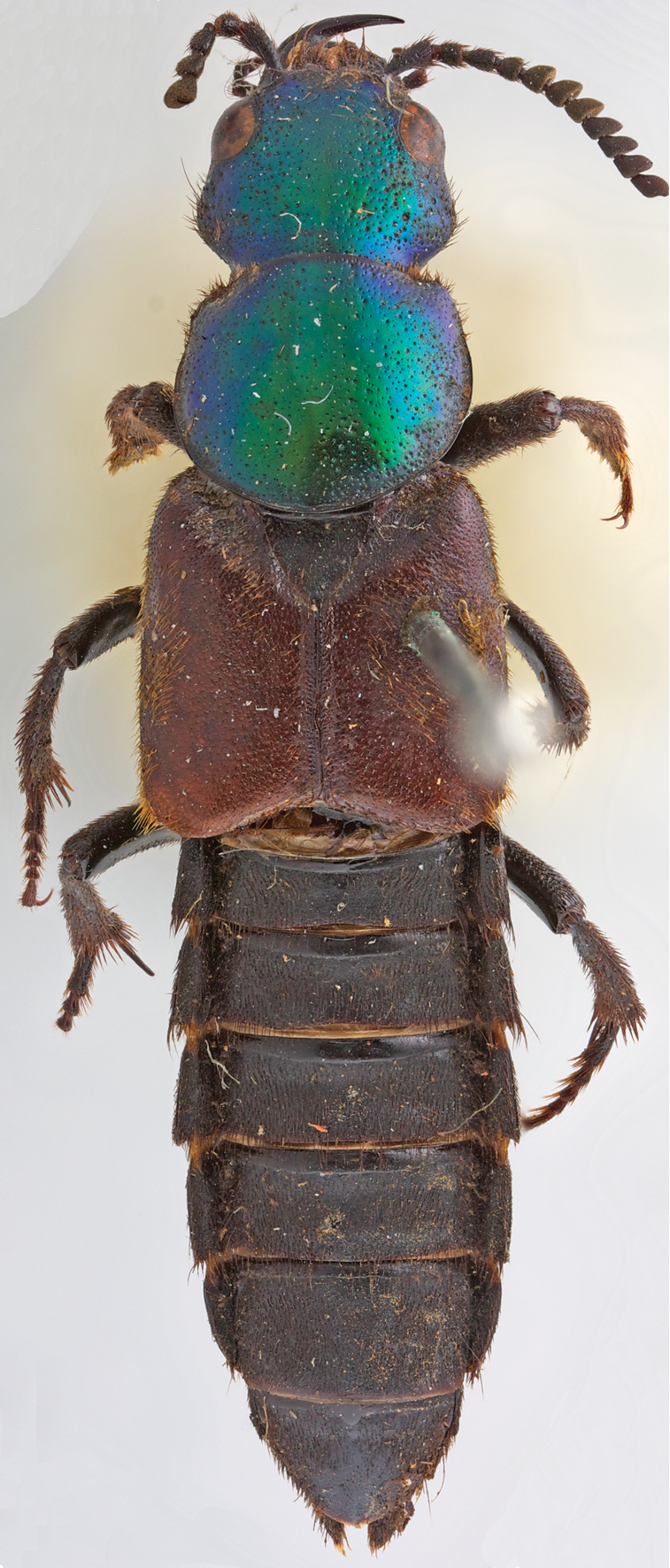
El holotipo de Darwinilus sedarisi, publicado en el cumpleaños número 205 de Darwin

Más de 300 especies, nueve géneros y algunos taxones superiores han sido nombrados en honor a Darwin. En 1837, el ornitólogo John Gould nombró un espécimen que Darwin había recogido en la Patagonia Rhea darwinii, ahora se conoce como la rea de Darwin (Rhea pennata). Del mismo modo, la rana de Darwin, Rhinoderma darwinii, fue llamada así porque Darwin descubrió la especie en Chile, y la familia Rhinodermatidae se conoce comúnmente como las ranas de Darwin.
En 2009, un primate fósil notablemente completo de hace 47 millones de años fue anunciado como un importante fósil de transición, y fue nombrado Darwinius para celebrar el bicentenario de Darwin.
Aunque se relacionó con Emberizidae o Tangaras estadounidenses en lugar de pinzones, el grupo de especies relacionadas con los que Darwin encontró en las Islas Galápagos se hizo popularmente conocido como "Pinzones de Darwin" después de la publicación del libro de David Lack de ese nombre en 1947, fomentando leyendas inexactas sobre su importancia a su trabajo..
Genera incluye:
- Darwinilus, un género de escarabajos estafilínidos
- Darwiniothamnus, un género de plantas con flores.
- Darwinius, un género de primates del Eoceno.
- Darwinopterus, un género de pterosaurios de cola larga de China
- Darwinula, un género de semillas de camarones en el suborden epónimo Darwinulocopina, superfamilia Darwinuloidea, familia Darwinulidae.

Especies Más de 300 especies se denominan darwinii, darwini o charlesdarwini. Los ejemplos incluyen:
- Caerostris darwini, la araña de corteza de Darwin, una araña tejedora de orbes descubierta en Madagascar
- Demandasaurus darwini, un dinosaurio saurópodo rebbachisaurido de España.
- Ingerana charlesdarwini, una rana en peligro de extinción del sudeste asiático.[11]

## Instituciones

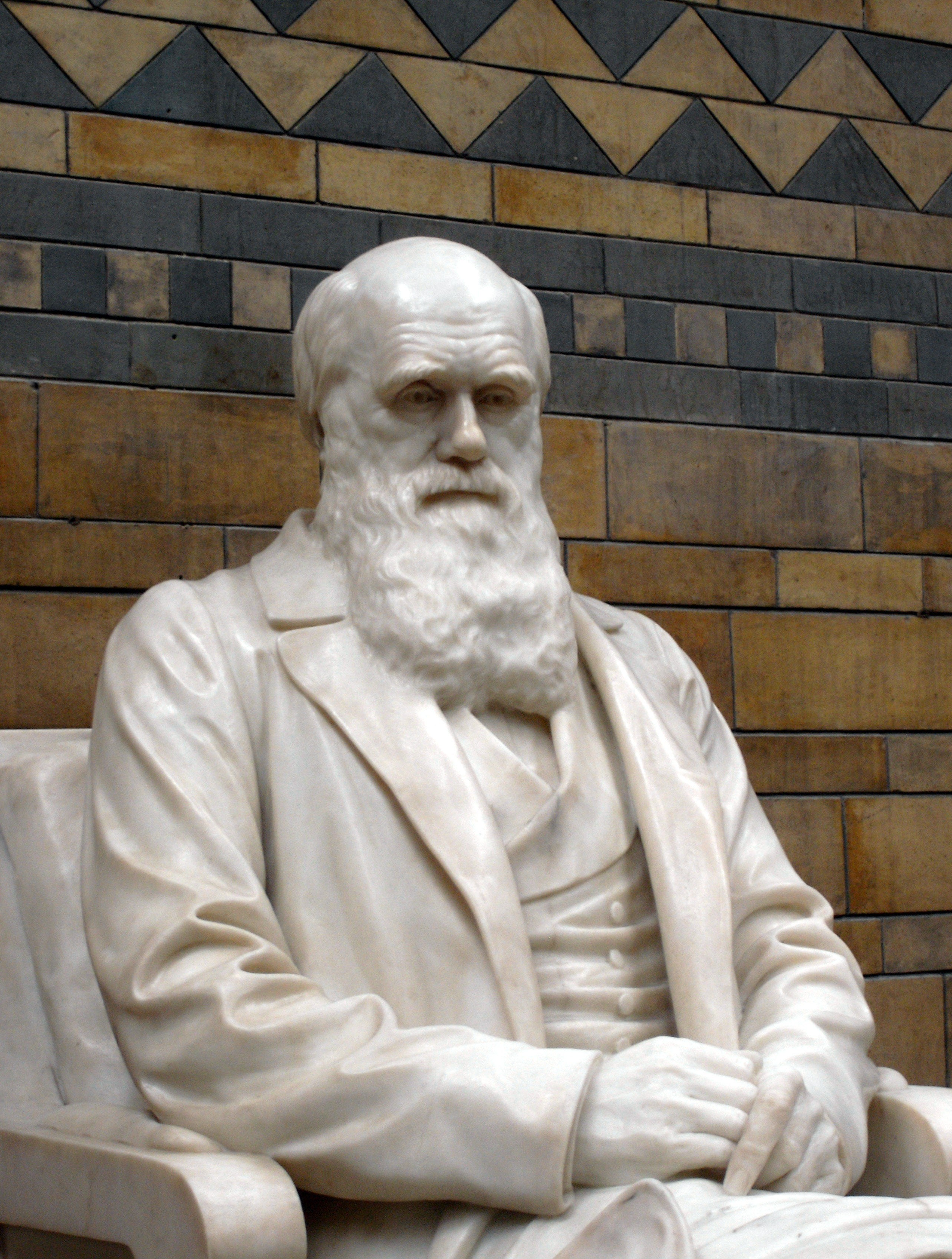
Estatua de Charles Darwin en el Museo de Historia Natural en Londres

Darwin en Australia cuenta con la Universidad Charles Darwin y el parque nacional Charles Darwin. Sin embargo, el Darwin College, Cambridge, fundado en 1964, fue nombrado en honor a la familia Darwin, en parte porque eran dueños del sitio.
La Sociedad Linneana de Londres ha conmemorado los logros de Darwin con la concesión de la Medalla Darwin-Wallace desde 1908.
En las Islas Galápagos, la Fundación Charles Darwin con sede en la Estación de Investigación Charles Darwin realiza investigación y conservación. Para conmemorar 2009, están ayudando a reintroducir en la Isla Floreana (Isla Charles) el ruiseñor específico que alertó a Darwin de que las especies son exclusivas de las islas. Fue erradicada de la isla principal por especies europeas, principalmente ratas y cabras, pero sobrevivió en dos pequeñas islas cercanas..
Darwin ocupó el cuarto lugar en la encuesta de los 100 mejores británicos patrocinada por la BBC y votó por el público. En 2000, la imagen de Darwin apareció en el billete de diez libras del Banco de Inglaterra, reemplazando a Charles Dickens. Se decía que su impresionante y exuberante barba (que, según los informes, era difícil de falsificar) era un factor que contribuía a la elección del banco..
Como una celebración humorística de la evolución, el Premio Darwin anual se otorga a las personas que "mejoran nuestro acervo genético eliminándose así mismos".

### El Día de Darwin y las conmemoraciones de 2009
El Día de Darwin se ha convertido en una celebración anual, y en 2009 el bicentenario del nacimiento de Darwin y el 150 aniversario de la publicación de El origen de las especies fueron celebrados por eventos y publicaciones en todo el mundo. La exposición de Darwin, después de su apertura en el Museo Americano de Historia Natural en la ciudad de Nueva York en 2006, se exhibió en el Museo de Ciencia de Boston, el Field Museum de Chicago, el Royal Ontario Museum de Toronto, y luego del 14 de noviembre de 2008 al 19 de abril de 2009 en el Museo de Historia Natural de Londres, como parte del programa de eventos Darwin200 en todo el Reino Unido. También aparece en el Palazzo delle Esposizioni en Roma del 12 de febrero al 3 de mayo de 2009. La Universidad de Cambridge presentó un festival en julio de 2009. Su lugar de nacimiento, Shrewsbury, celebró con los eventos del "Festival de Darwin Shrewsbury 2009" durante el año. Una escultura abstracta, The Quantum Leap, fue erigida para las celebraciones y presentada el 8 de octubre de 2009 por Randal Keynes, tataranieto de Darwin. Se creó un 'jardín geológico' en su sitio para marcar el interés que Darwin tuvo en el campo durante su infancia..

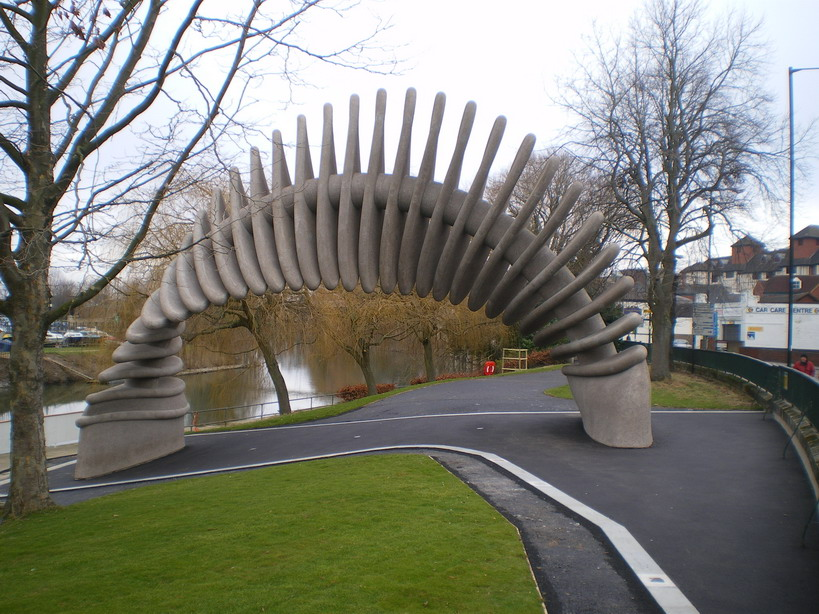
The Quantum Leap (el salto cuántico), una escultura abstracta erigida en 2009 en el lugar de nacimiento de Darwin, Shrewsbury, para el bicentenario de su nacimiento

En el Reino Unido, un número especial conmemorativo de la moneda de dos libras muestra un retrato de Darwin frente a un chimpancé rodeado por la inscripción 1809 DARWIN 2009, con la inscripción de borde EN EL ORIGEN DE LAS ESPECIES 1859. Las versiones de coleccionista de la moneda se han lanzado en un prémium, y durante el año las monedas estarán disponibles en bancos y oficinas de correos a su valor nominal. Para celebrar la vida y los logros de Darwin, la BBC ha encargado numerosos programas de televisión y radio conocidos colectivamente como la temporada BBC Darwin..
En septiembre de 2008, la Iglesia de Inglaterra emitió un artículo que decía que el 200 aniversario de su nacimiento era un buen momento para disculparse con Darwin "por malinterpretarte y, al equivocarte nuestra primera reacción, alentar a otros a malinterpretarte".
Desde 2004, la Universidad Francisco Marroquín (UFM) en Guatemala, ha celebrado el Día de Darwin con una serie de conferencias que incluyen oradores internacionales. Para ver la colección de videos del Día Darwin de la UFM, haga clic aquí.

El 22 de enero de 2013, se presentó una resolución al Congreso de los Estados Unidos que designaba el 12 de febrero de 2013 (el cumpleaños número 204 de Charles Darwin) como el "Día de Darwin" para reconocer "la importancia de las ciencias en el mejoramiento de la humanidad".
La alma mater de Darwin, Christ's College, conmemoraba el bicentenario con la presentación de una estatua de bronce a tamaño real del joven Darwin (de 22 años). La estatua fue creada por Anthony Smith y presentada por el Príncipe Felipe el 12 de febrero de 2009. Ahora forma la pieza central del Jardín Darwin de la universidad.

## Libros y películas
Se han escrito numerosas biografías de Darwin, y la novela biográfica de 1980, The Origin, de Irving Stone, ofrece una descripción ficticia de la vida de Darwin desde los 22 años en adelante.
Una película dramática titulada Creation se estrenó en 2009, uniéndose a una breve lista de dramas de películas sobre Darwin, incluida The Darwin Adventure, lanzada en 1972.

## Filosofías
- Darwinismo
- Darwinismo social

## Otros

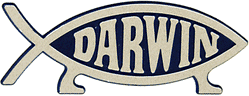
Pez de Darwin

- Pez de DarwinDarwin, una unidad de cambio evolutivo
- Darwin, un sistema operativo
- Darwin (ESA) (un sistema de satélite propuesto)
- Premios Darwin
- Medalla Darwin
- División de Darwin, una antigua división electoral en Australia
- 1991 Darwin, un asteroide pétreo de Florian
- Darwin (cráter lunar) un cráter lunar
- Darwin (cráter marciano) un cráter marciano
- Pez de darwin, un símbolo usado como parodia al ichthys cristiano en Estados Unidos.